# Alberto Marini
Pour les articles homonymes, voir Marini.
Alberto Marini est un réalisateur, scénariste et monteur italien, né le 3 septembre 1972 à Turin, au Piémont (Italie).

## Filmographie

### Comme réalisateur
- 1995 : Que sera sera
- 1998 : Scomparsa

### Comme scénariste
- 1995 : Que sera sera
- 1998 : Scomparsa
- 2004 : L'Enfer des loups (Romasanta)
- 2006 : Películas para no dormir: Para entrar a vivir (TV)

### Comme monteur
- 1995 : Que sera sera